# Gennobaude
Gennobaude (latino Gennobaud; Overijssel, prima del 250? – dopo il 288) principe e condottiero della popolazione germanica dei Franchi Sali, vissuto all'epoca della tetrarchia di Diocleziano e Massimiano.

## Biografia

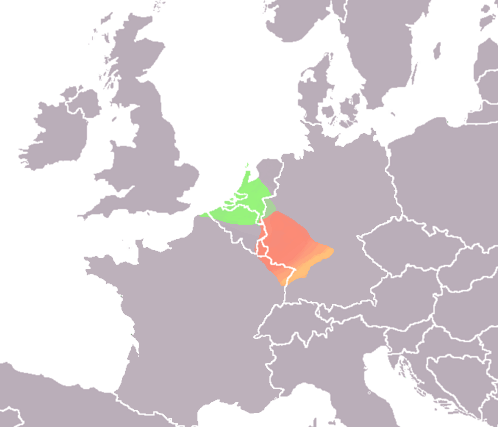
La popolazione dei Franchi Sali in verde, quella dei Franchi Ripuari in arancione. La prima posizionata negli attuali territori del Salland, approssimativamente corrispondente alla regione di Twente nei Paesi Bassi, dove visse il re Gennobaude.

Sappiamo che nel 288 l'imperatore romano Diocleziano ricevette per la quarta volta l'appellativo di Germanicus maximus, grazie ai successi ottenuti dall'altro Augusto, Massimiano, sulla federazione germanica dei Franchi Sali (un sottogruppo dei primi Franchi, che originariamente vivevano a nord del limes, lungo l'area costiera a nord del fiume Reno nel territorio del Salland, derivato appunto da Salii, approssimativamente corrispondente alla regione di Twente nei Paesi Bassi). 
Si racconta, infatti, che Massimiano riuscì al termine della campagna condotta contro di loro a catturarne il loro re, un certo Gennobaude, che sembra fosse in combutta con lo stesso Carausio, usurpatore in Britannia, ed a ottenerne la restituzione di tutti i prigionieri romani. 
Gregorio di Tours racconta, infatti, che i Franchi Sali, guidati da Gennobaude, Marcomero e Sunno, i loro re, dopo aver invaso la provincia della Germania inferiore uccisero molti cittadini romani, devastarono intere regioni di grande fertilità, fino ad arrivare sotto le porte di Colonia Agrippina. Non appena la notizia giunse a Treviri, Nanneno e Quintino, a cui Massimiano aveva affidato la difesa della Gallia ed il figlio, radunarono l'esercito e marciarono su Colonia. I Franchi, carichi di bottino, dopo aver saccheggiato le ricchezze della provincia, nel tentativo di ripassare il Reno, furono intercettati dai Romani, i quali ne  uccisero in gran numero nei pressi dell'attuale foresta che si estende ai piedi delle Ardenne. 
L'esercito a questo punto si divise in due armate. Mentre Nanneno tornava a Mogontiacum, Quintino passava il Reno presso a Nuitz (nei pressi di Colonia Agrippina) ed inoltratosi per due giorni oltre il fiume, non trovando altro che case e villaggi disabitati, e credendo di aver generato nei barbari un grande timore, continuò la sua marcia incurante delle insidie che potevano essergli celate, fino ai margini delle vicine foreste. Qui le truppe romane furono attaccate dai Franchi che si erano asserragliati all'interno delle selve, dopo che avevano applicato prima la tecnica della "terra bruciata", e poi attendendo i Romani (come era successo tre secoli prima nella battaglia della foresta di Teutoburgo), costruendo barricate ai bordi di zone paludose e boscose. Dall'alto di torri di avvistamento e dietro una lunga palizzata i Franchi cominciarono a bersagliare l'esercito romano con nugoli di frecce avvelenate. Lo scompiglio fu tale che anche la stessa cavalleria non riuscì a manovrare per la vicina palude e l'abbondante fango presente sul teatro della battaglia. Alla fine della giornata molti soldati ed ufficiali romani persero la vita sul campo, e solo in pochi si salvarono nel buio della notte, ripercorrendo a ritroso i sentieri che dal Reno li avevano condotti fin lì.
Malgrado la sconfitta subita, il fatto di essere riuscito a respingere poco prima l'incursione dei Franchi, mise in secondo piano la disfatta subita in territorio germanico oltre il Reno. Massimiano dispose, infine, di stanziare alcuni dei Franchi catturati nei territori circostanti Treveri e Bavai, e forse lo stesso re, Gennobaude, che aveva catturato poco prima.

### Fonti primarie
- Gregorio di Tours, Storia dei Franchi, libro II.
- Corpus Inscriptionum Latinarum, libro III.

### Fonti secondarie
- (EN) Chris Scarre, Chronicle of the roman emperors, New York, 1999, ISBN 0-500-05077-5.
- (EN) Pat Southern, The Roman Empire: from Severus to Constantine, Londra & New York, 2001, ISBN 0-415-23944-3.